# Motor de ocho cilindros en línea

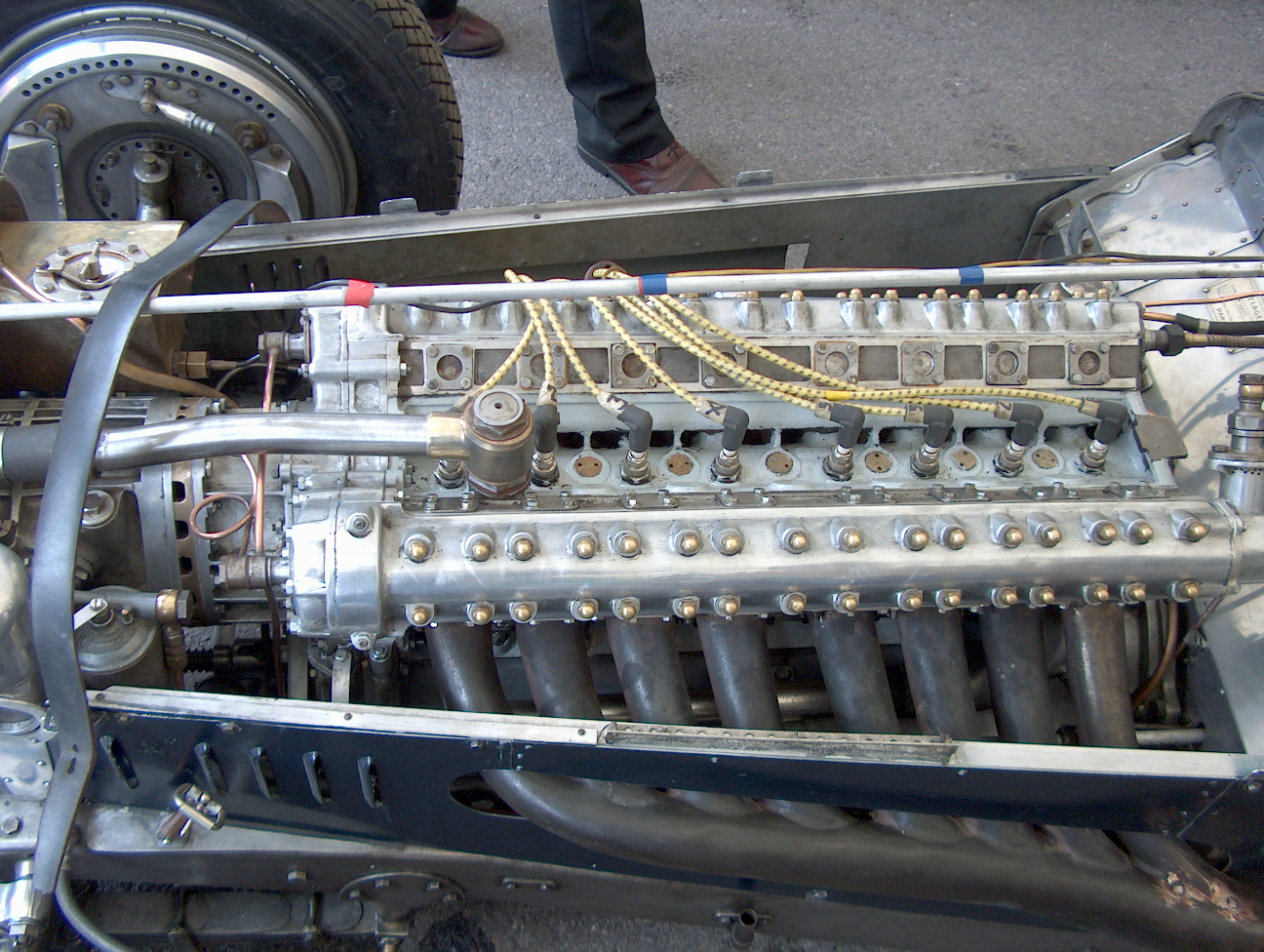
Motor de competición Delage de ocho cilindros en línea

Animación de un motor de ocho cilindros en línea con orden de explosión 1-4-7-3-8-5-2-6

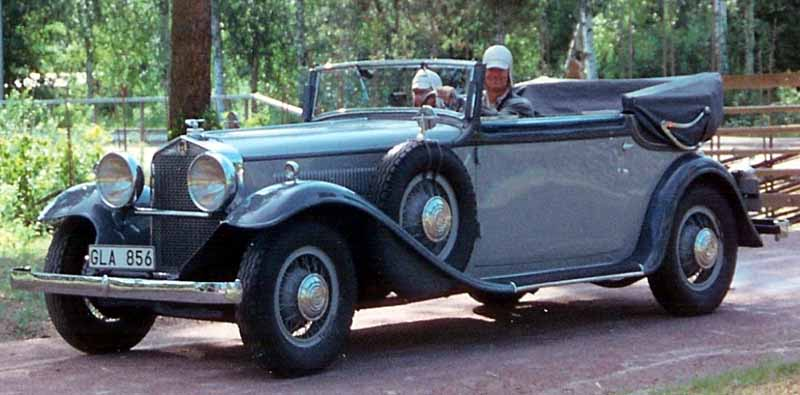
Cabriolet Horch 8 Tipo 470 (1931)

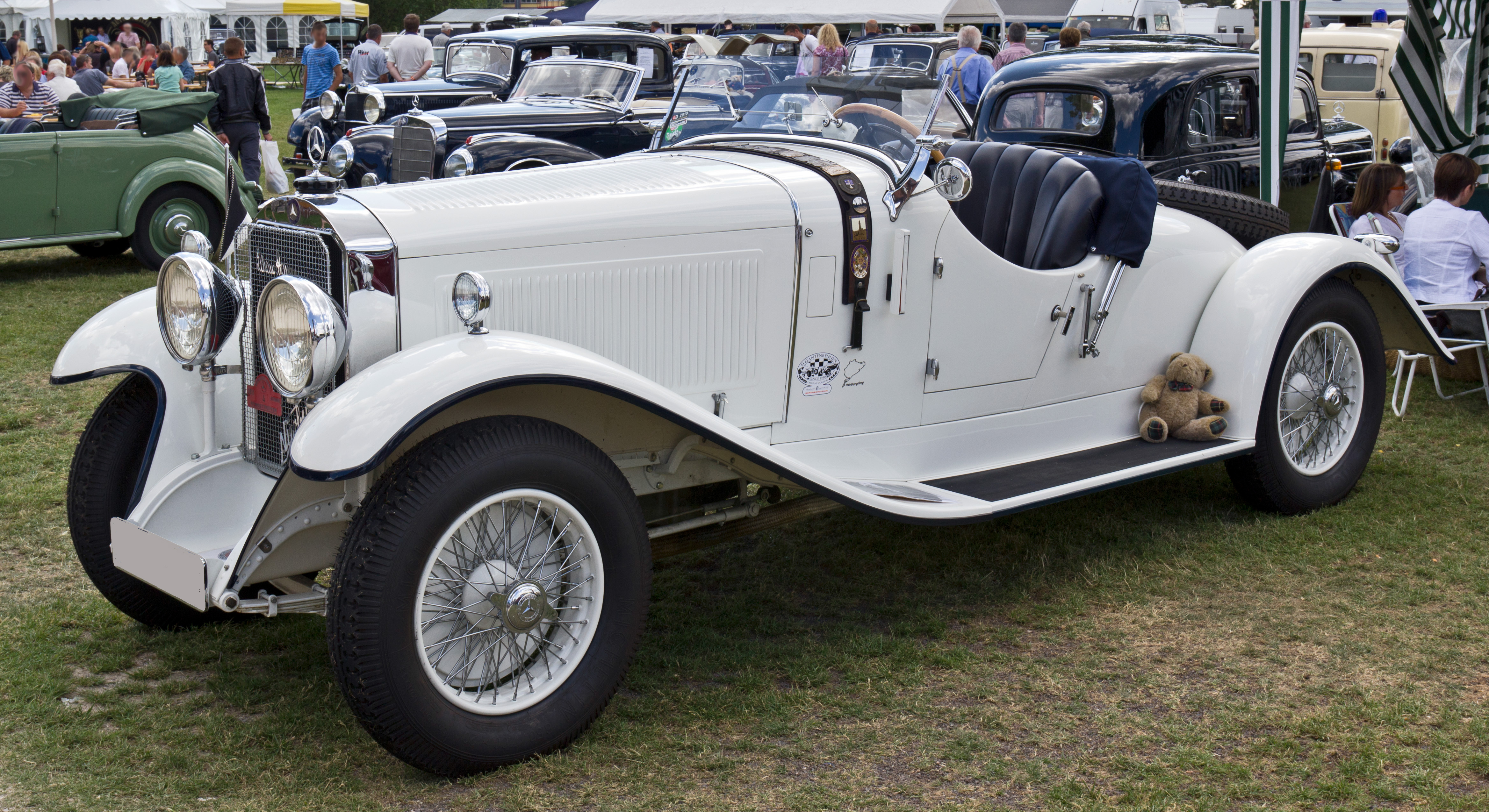
Mercedes-Benz Tipo Nürburg 460 K Deportivo Convertible (1929)

El motor de ocho cilindros en línea es un tipo de motor de combustión interna caracterizado por que sus ocho cilindros están montados en línea recta a lo largo del cárter, compartiendo un único cigüeñal. Han sido construidos con muy distintas configuraciones, como válvulas laterales, árboles de levas en cabeza o válvulas de camisa.
Dada su inherente suavidad de marcha y elevada potencia, se utilizaron tanto en automóviles deportivos como de gran lujo, pero el problema de su gran longitud (que dificulta su emplazamiento en los vehículos actuales) ha hecho que hayan sido totalmente sustituidos desde finales de la década de 1950 por motores V8, mucho más compactos. 

## Características dinámicas
Un motor de ocho cilindros en línea se puede diseñar de forma que carezca de desequilibrios inerciales de fuerzas y de momentos de giro, tanto primarios como secundarios. Sin embargo, la vibración torsional del cigüeñal (presente hasta cierto punto en todos los motores) se ve penalizada por su gran longitud, y es suficiente para requerir el uso de un amortiguador armónico en el extremo libre del cigüeñal. Sin dicha amortiguación, se puede producir un agrietamiento por fatiga cerca del muñón del cojinete principal trasero, lo que puede provocar el fallo del motor.
Aunque un motor de seis cilindros en línea también puede diseñarse para obtener un equilibrio primario y secundario inherente, un ocho recto desarrolla más igniciones por revolución y, como resultado, funcionará más suavemente bajo carga que un seis en línea. Además, debido al número par de igniciones por revolución, un 8 en línea recta no produce desagradables vibraciones armónicas de orden extraño en la línea motriz del vehículo a bajas velocidades del motor.
Las ventajas del motor recto de ocho para su aplicación en aeronaves incluían su eficiencia aerodinámica por su configuración larga y estrecha y el equilibrio inherente del motor, que hacía innecesarios los contrapesos en el cigüeñal. Las desventajas de la torsión del cigüeñal y del árbol de levas no eran relevantes por entonces, ya que los motores de los aviones giraban a velocidades relativamente bajas para mantener la velocidad de las puntas de las hélices por debajo de la velocidad del sonido.

## Historia
Orígenes

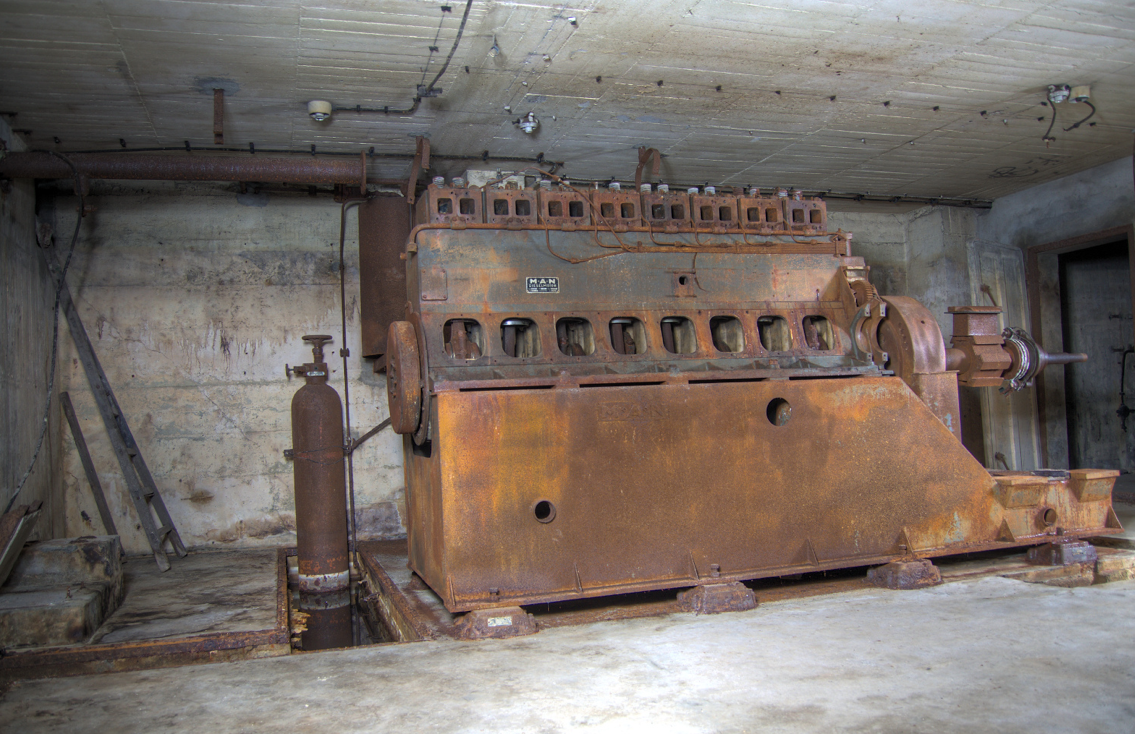
Motor diésel de ocho cilindros en línea de un generador de emergencia

Probablemente el primer motor de este tipo lo produjo Daimler-Motoren-Gesellschaft (DMG) en 1897 para el Dirigible  Deutschland de Friedrich Hermann Wölfert. En 1902, el fabricante francés Charron, Girardot et Voigt (CGV) diseñó el primer motor en línea de ocho cilindros para un automóvil. Este motor de competición tenía una cilindrada de 7.2 L y una disposición SV con válvulas en ambos lados de los cilindros (cabezal en T). Le siguieron el modelo Grand Prix de Premier (EE. UU.) de 1903; el Bellamy (Francia), el Dufaux (Suiza) y el Winton Bullett 2 de competición (EE. UU.) de 1904; el Maxwell (automóvil) (USA) para la Copa Vanderbilt de 1906; y el Porthos (Francia), Weigel (Reino Unido) y de nuevo Dufaux para 1906. Ya para 1906, Émile Mathis comercializaba el motor náutico Florentia, y en 1907 se instaló en la lancha de competición Ursula un motor Wolseley-Siddeley de este tipo con 200 CV (147 kW), que a su vez se usó para propulsar el primer dirigible británico botado en 1910. En el mismo año, un aeroplano de la marca Green estaba equipado con uno de estos motores, dotado de árbol de levas en cabeza. En 1911, la Daimler Mercedes lanzó el motor para aeronaves Mercedes J8L.
A diferencia de la configuración del motor V8, que se utilizaron en algunos modelos De Dion-Bouton, Scripps-Booth y Cadillac en 1914, no se usaron motores de ocho cilindros en línea en coches producidos en serie antes de 1920.
Período de entreguerras

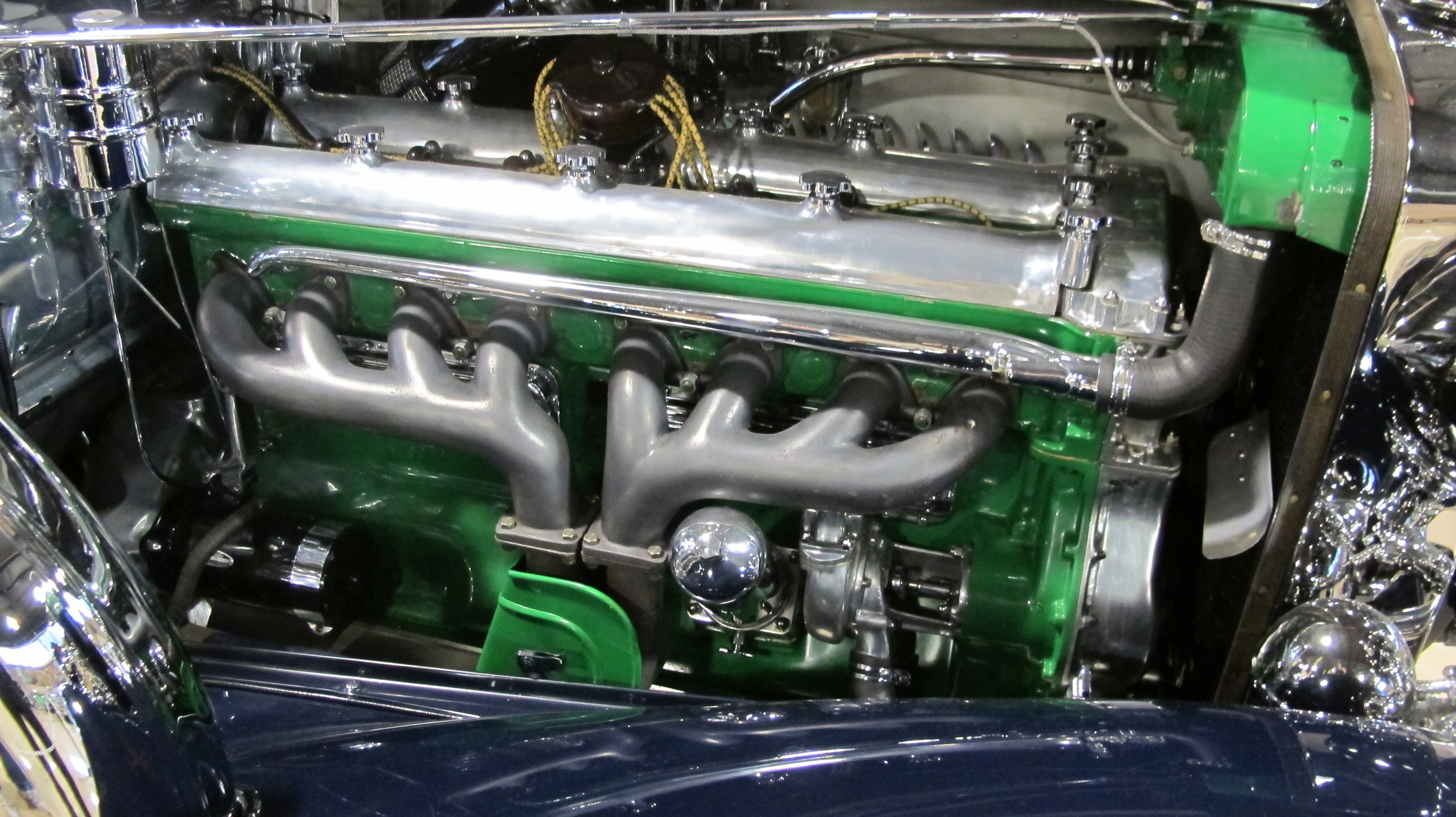
Motor de un Duesenberg Modelo J

El primer automóvil de producción con un motor de ocho cilindros en línea fue el Isotta Fraschini Tipo 8. El motor, que ya se había desarrollado en 1912, se usó con éxito en el coche de carreras Tipo V5 con árbol de levas en cabeza y entró en producción en 1919. Ettore Bugatti experimentó entre 1913 y 1914 con un bloque motor de ocho cilindros, que consistía en dos bloques de cuatro cilindros con un volante de inercia intermedio. Numerosos automóviles Bugatti, comenzando con el Type 30, tenían motores de ocho cilindros en línea. El más grande de ellos, usado en el Type 41 "Royale", es uno de los motores para un automóvil de pasajeros más grande jamás construido, con una cilindrada de 14.7 L (más tarde 12.7 L). Se instalaron hasta cuatro de ellos en el Automotor Bugatti (Tipo XB 1000 de los ferrocarriles franceses SNCF).
En las décadas de 1920 y 1930, los fabricantes alemanes ofrecieron automóviles con motores de ocho cilindros en línea, comenzando con el Horch 8 fabricado en la factoría de Zwickau, introducido en 1926. Su sucesor, el Horch 850 se construyó hasta 1940. La compañía Röhr Auto AG de Ober-Ramstadt, introdujo en 1927 el Röhr 8. En 1928, Opel también dispuso durante algún tiempo en su oferta del Tipo 24/110 PS "Regent", un vehículo con un motor de ocho cilindros en línea. La mayoría de los ocho cilindros estaban en la gama de Daimler-Benz: en el otoño de 1928 llegó al mercado el Nürburg 460/460 K (más tarde Nürburg 500/500 N, hasta 1939), seguido en 1930 por el "gran Mercedes" Typ 770, que fue construido como W 150 hasta 1943. Además, estaban los modelos (Mannheim) 380 S (1932/33), 380/380 K (1933/34), 500 K/540 K (1934-1939) y en series cortas, el G4-Geländewagen.
De 1953 a 1955, el Departamento de Fórmula 1 de Mercedes dispuso del bólido W 196 con un motor en línea de 2.5 L y ocho cilindros, de hasta 280 caballos de potencia.
Automóviles de lujo de postguerra

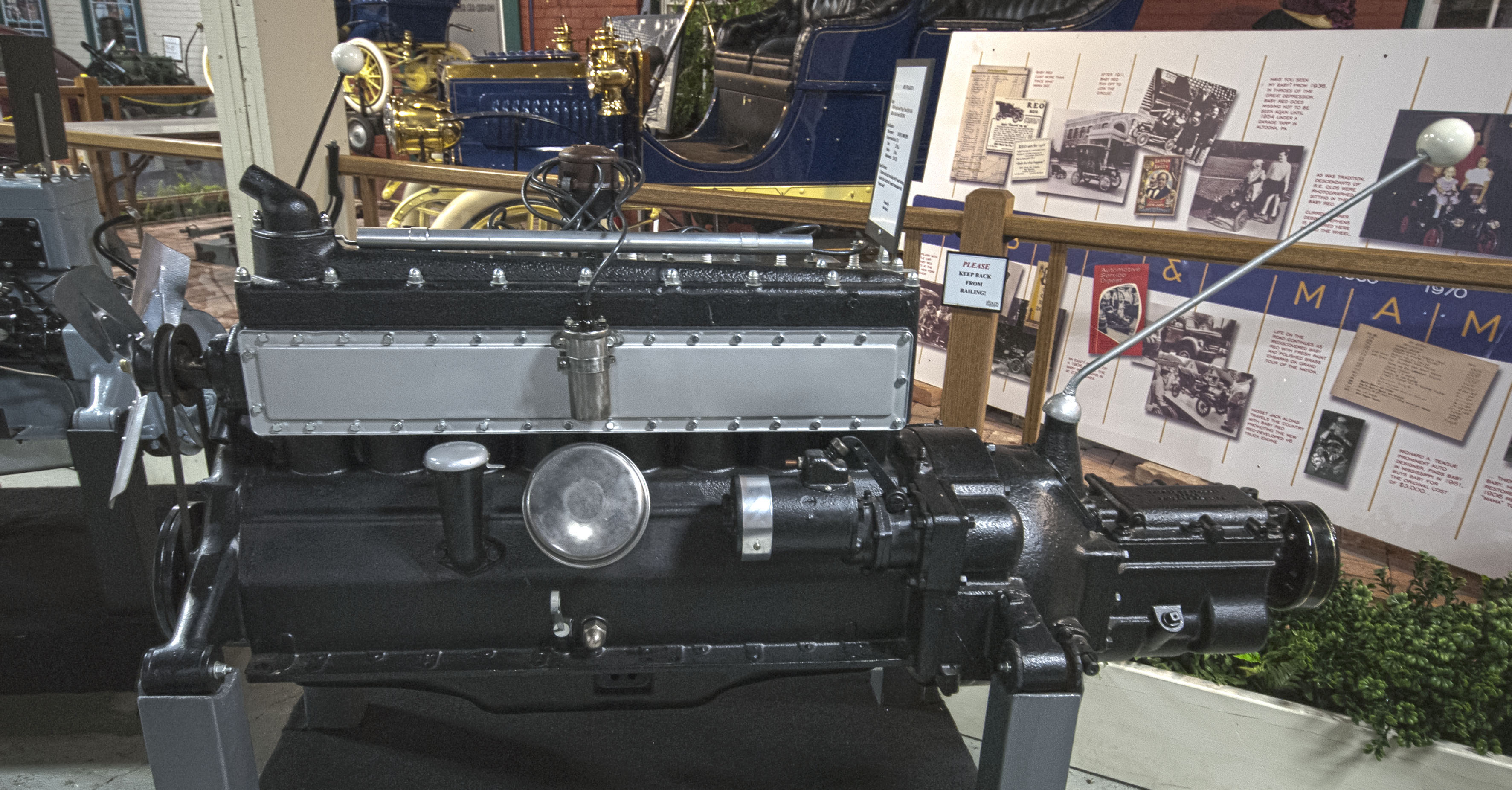
Motor REO de 8 cilindros en línea (1931-1934)

Buick continuó por más de dos décadas, comenzando en 1931, con la Serie 80 y con la Serie 90 (desde 1936 "Roadmaster" o "Limited") hasta el Roadmaster Serie 70 de 1952, exclusivamente con este tipo de motor. Los fabricantes estadounidenses Packard y Pontiac se mantuvieron hasta 1954 como los últimos productores en masa de motores de ocho cilindros en línea para automóviles. Rolls-Royce entregó el 11 de diciembre de 1956 el último Phantom IV, que tenía un motor de ocho cilindros en línea con 6516 cc para Sha de Persia Reza Pahlevi, probablemente el último coche de ocho cilindros en línea de todos los tiempos.
Las características de marcha suave del ocho cilindros recto lo hicieron popular en coches de lujo y de carreras del pasado. Sin embargo, la longitud del motor exigía el uso de un compartimiento largo para el motor, lo que hace que el diseño básico sea inaceptable en los vehículos modernos. Además, debido a la longitud del motor, la vibración torsional tanto en el cigüeñal como en el árbol de levas puede afectar negativamente la fiabilidad y el rendimiento a altas velocidades. En particular, un fenómeno conocido como "látigo del cigüeñal", causado por los efectos de la fuerza centrífuga a altas revoluciones del motor, puede causar el contacto físico entre las bielas y las paredes del cárter, lo que conduce a la destrucción del motor. Como resultado, el diseño ha sido desplazado casi completamente desde finales de la década de 1950 por los motores V-8, mucho más fáciles de acomodar en los relativamente reducidos compartimentos del motor de la mayoría de los automóviles modernos.

## Automóviles de competición

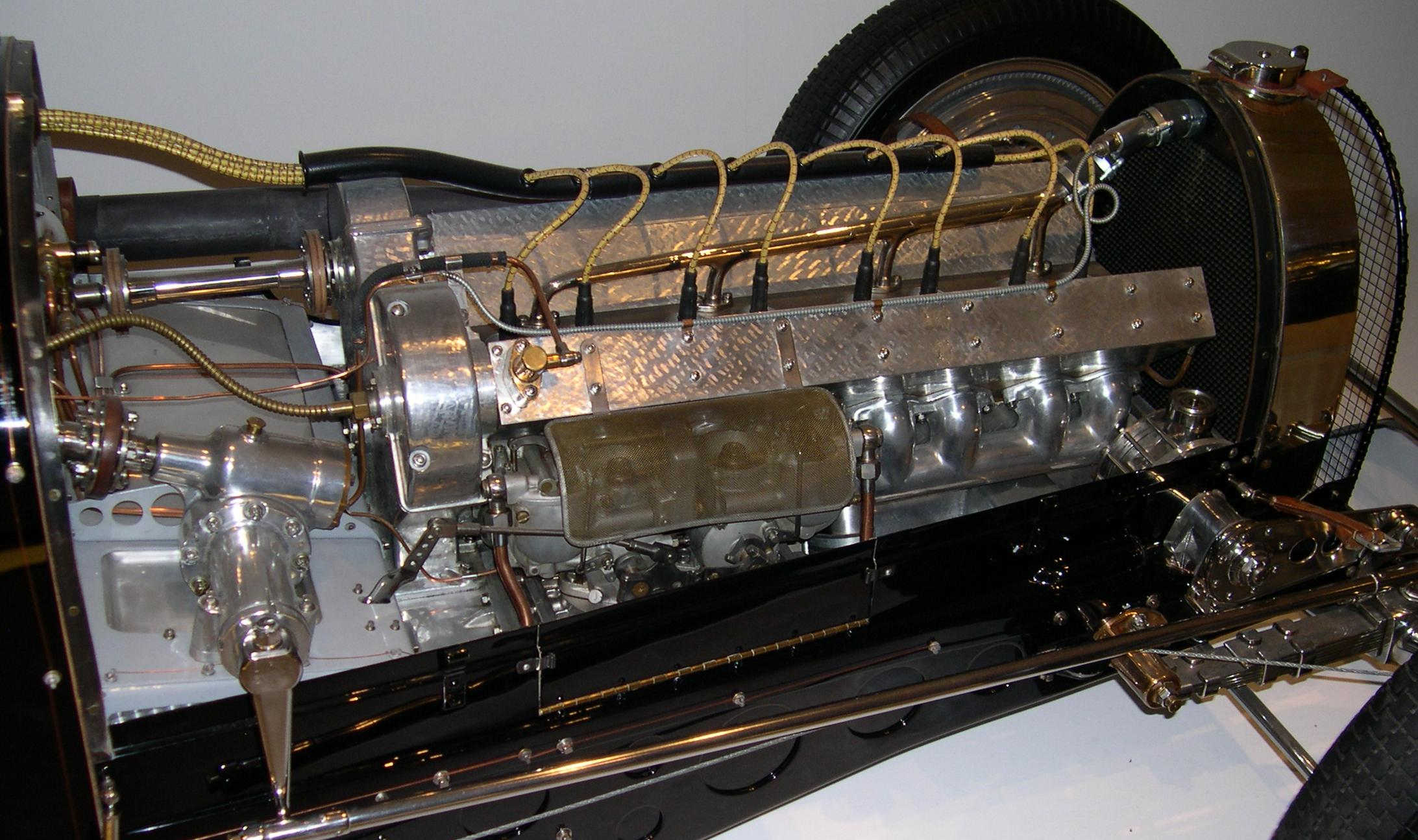
Motor Bugatti DOHC de ocho cilindros en línea de un Type 59 de Grand Prix (1933)

A pesar de los problemas asociados con su gran longitud, su elevado peso, la fricción de los rodamientos y las vibraciones torsionales que llevaron a la desaparición en la posguerra de los motores de ocho cilindros en línea para su uso general, sin embargo continuó siendo el diseño de alto rendimiento elegido desde finales de la década de 1920 hasta finales de la década de 1940, y continuó sobresaliendo en el deporte del motor hasta mediados de los años 1950. Bugatti, Duesenberg, Alfa Romeo, Mercedes-Benz y Miller construyeron exitosos coches de carreras con motores de ocho cilindros en línea de alto rendimiento con cabezal doble en los años 1920 y 1930.
Los hermanos Duesenberg introdujeron el primer motor exitoso de carreras de este tipo en 1920, cuando tres coches con su motor de 3 L se ubicaron tercero, cuarto y sexto en las 500 Millas de Indianápolis. Al año siguiente, uno de sus automóviles ganó el Gran Premio de Francia, mientras que otros dos quedaron en cuarto y sexto lugar en la carrera. Partiendo del trabajo realizado por la compañía en motores de aviación de 16 cilindros durante la Primera Guerra Mundial, el motor con levas en cabeza y tres válvulas por cilindro rendía 115 CV a 4250 rpm, y era capaz de alcanzar unas asombrosas (por entonces) 5000 rpm. Ningún motor de Grand Prix antes de la guerra había alcanzado su máximo rendimiento a más de 3.000 rpm.
Bugatti experimentó con motores de ocho cilindros en línea desde 1922, y en 1924, presentó el Bugatti Type 35 2 L, uno de los coches de carreras más exitosos de todos los tiempos, que finalmente ganó más de 1000 carreras. Al igual que los Duesenberg, Bugatti obtuvo sus ideas a partir de los motores de aviación que construyó durante la Primera Guerra Mundial, y al igual que ellos, su motor era una unidad de árbol de levas con altas revoluciones, con tres válvulas por cilindro. Producía 100 CV a 5,000 rpm y podía alcanzar más de 6,000 rpm. Se produjeron casi 400 unidades del Tipo 35 y sus derivados, un récord todavía vigente en el mundo de los Grandes premios.

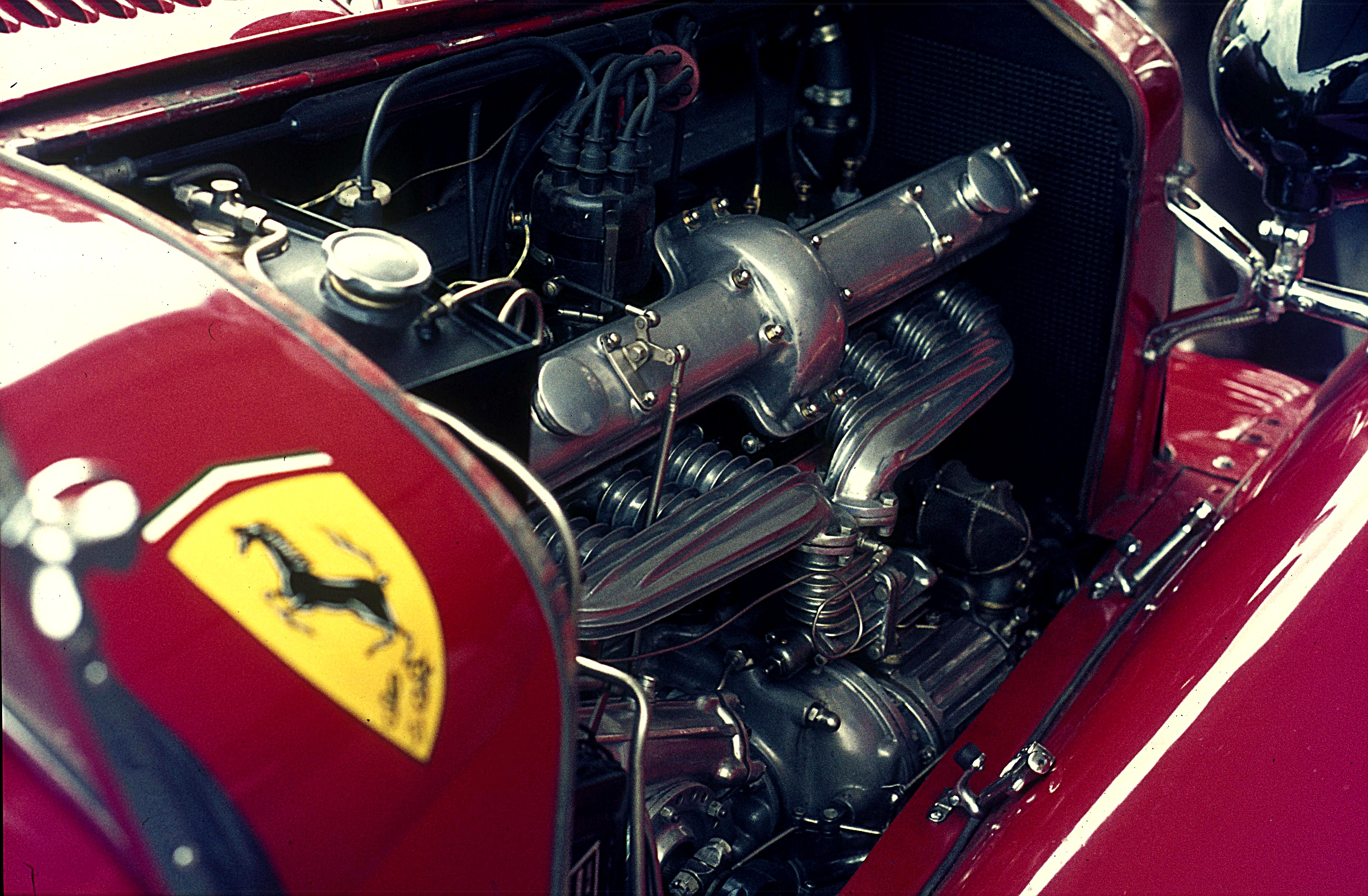
Motor Alfa Romeo de 2336 cc DOHC, sobrealimentado con un compresor Roots (Escudería Ferrari, 1932)

Los Alfa Romeo fueron los primeros en reaccionar a los problemas de ingeniería de los motores de ocho cilindros en línea: en sus motores de competición para los P2 y los P3; y en sus automóviles Alfa Romeo 8C 2300/2600/2900 para las Mille Miglia y Le Mans, el árbol de levas se había trasladado al centro del motor, entre los cilindros cuatro y cinco, reduciendo así las limitaciones antes mencionadas. El motor se construyó como un par simétrico de motores de cuatro cilindros en línea unidos en el centro por los trenes de engranajes comunes para los árboles de levas y los sobrealimentadores. Tenía dos árboles de levas en cabeza, pero solo dos válvulas por cilindro.
El siguiente motor Alfa Romeo de ocho cilindros en línea aparecería después de la Segunda Guerra Mundial para dominar la primera temporada de carreras de Fórmula 1 en 1950, y para ganar la segunda temporada imponiéndose al Ferrari con motor V12 en 1951. El Alfa Romeo 158/159 Alfetta fue diseñado originalmente en 1937 y ganó 47 de 54 los Grandes Premios disputados entre 1938 y 1951 (con una pausa de seis años causada por la guerra). Hacia 1951, sus motores 1.5Q nbsp; L sobrealimentados podían producir 425 CV a 9,300 rpm, y llegaban a alcanzar las 10.500 rpm. Sin embargo, estaban alcanzando el límite de su máximo potencial y los cambios en las reglas para la temporada de 1952 hicieron que los Alfettas quedasen obsoletos.
Mercedes-Benz crearía los últimos coches de carreras con este tipo de motor en 1955, con el W196 Fórmula 1, ganador del campeonato, y con el 300SLR deportivo. El 300SLR fue famoso por la victoria de Stirling Moss y Denis Jenkinson en las Mille Miglia de 1955, pero fue notorio por el accidente mortal de Pierre Levegh en las 24 Horas de Le Mans de 1955. El 300SLR fue el desarrollo final del diseño de Alfa Romeo de principios de la década de 1930, accionando la caja de cambios se accionó desde el centro del motor además del árbol de levas. Los ingenieros calcularon que las tensiones torsionales serían demasiado altas si la toma de potencia se situaba en el extremo del largo cigüeñal, por lo que colocaron un tren de engranajes central en el medio (que también accionaba los árboles de levas dobles, magnetos duales y otros accesorios), dejando la caja del embrague en la parte trasera.

## Uso militar
El Ejército británico seleccionó la serie Rolls-Royce B80 de motores de ocho cilindros en línea para la familia de vehículos blindados Alvis FV 600. El vehículo blindado Alvis Saladin era un diseño 6x6 con el compartimiento del motor en la parte trasera, una torreta de cañón de bajo retroceso de 76,2 mm en el centro y el conductor en la parte delantera. El vehículo blindado de personal Saracen tenía el motor al frente con el conductor en el centro y espacio para hasta nueve soldados en la parte trasera. El transportador logístico anfibio Stalwart tenía el compartimiento del conductor sobre las ruedas delanteras, el motor B81 más grande en la parte trasera y un compartimiento de carga grande en la parte central y trasera. El vehículo de extinción de incendios Salamander estaba desarmado y se parecía al Stalwart, con una superestructura de bomberos convencional.
La serie de motores Rolls-Royce B80 también se usó en otras aplicaciones militares y civiles, como el camión militar Leyland Martian, el motor del cabrestante de la versión de rescate del carro de combate Centurion y varios camiones de bomberos fabricados por la firma Dennis.